# Komorfody
Komorfody (Foudia eminentissima) är en fågel i familjen vävare inom ordningen tättingar.

## Utbredning och systematik
Komorfodyn delas in i fyra  underarter med följande utbredning:
- F. e. consobrina – Grande Comore
- F. e. anjuanensis – Anjouan
- F. e. eminentissima – Mohéli
- F. e. algondae – Mayotte

Sedan 2016 urskiljer Birdlife International och naturvårdsunionen IUCN consobrina som den egna arten Foudia consobrina. Vissa behandlar å andra sidan aldabrafody (F. aldabrana) som en underart till komorfody.

## Status
IUCN bedömer hotstatus för consobrina och övriga underarter var för sig, consobrina som nära hotad och resten som livskraftig.